# Grästjärnen (Lockne socken, Jämtland)
Grästjärnen är en sjö i Östersunds kommun i Jämtland och ingår i Ljungans huvudavrinningsområde.